# Pankow
Pankow (wym. [ˈpaŋkoː]) – trzeci okręg administracyjny (Verwaltungsbezirk) Berlina, położony w północno-wschodniej części miasta.
Okręg powstał w 2001 z połączenia wówczas o wiele mniejszego okręgu o tej samej nazwie z dwoma innymi okręgami administracyjnymi Berlina Wschodniego: Prenzlauer Berg i Weißensee. Jest najliczniej zamieszkanym okręgiem Berlina. Nie jest jednak największy pod względem powierzchni, przed nim w rankingu znajduje się Treptow-Köpenick. Siedziba administracji okręgu znajduje się w ratuszu Pankow.

## Toponimia
Nazwa pochodzenia słowiańskiego, zapisana po raz pierwszy w 1251 roku w formie Pankowe. Odnosiła się do wirów (połab. pąk) na pobliskiej rzece.

## Geografia
Pankow leży na północnym wschodzie Berlina i graniczy z okręgami Lichtenberg (na wschodzie), Friedrichshein-Kreuzberg (na południu), Mitte (na południowym zachodzie) i Reinickendorf (na zachodzie), a także z powiatami Oberhavel i Barnim w kraju związkowym Brandenburgia.
Najbardziej wysunięty na północ punkt okręgu znajduje się w dzielnicy Buch i jest jednocześnie najdalej na północ wysuniętą częścią Berlina.
Okręg leży prawie w całości na pochodzącym z epoki lodowcowej płaskowyżu Barnim. Od północy na południe, do Pradoliny Warszawsko-Berlińskiej, wzdłuż rzeki Panke ciągnie się sandr.

## Historia

### Okręg administracyjny w latach 1920–1938
Podczas tworzenia Wielkiego Berlina w roku 1920 do miasta, jako XIX okręg administracyjny, zostały włączone tereny dawnego powiatu Niederbarnim:
- Gmina wiejska Pankow (629 hektarów, 57 962 mieszkańców)
- Gmina wiejska Blankenburg (400 hektarów, 1161 mieszkańców)
- Majątek ziemski Blankenburg (282 hektarów, 156 mieszkańców)
- Gmina wiejska Blankenfelde (547 hektarów, 549 mieszkańców)
- Majątek ziemski Blankenfelde (519 hektarów, 360 mieszkańców)
- Gmina wiejska Buch (284 hektarów, 3917 mieszkańców)
- Majątek ziemski Buch (1612 hektarów, 2562 mieszkańców)
- Gmina wiejska Buchholz (1155 hektarów, 4905 mieszkańców)
- Gmina wiejska Heinersdorf (394 hektarów, 1006 mieszkańców)
- Gmina wiejska Karow (533 hektarów, 949 mieszkańców)
- Gmina wiejska Niederschönhausen (551 hektarów, 18 913 mieszkańców)
- Majątek ziemski Niederschönhausen z Schönholz(inne języki) (66 hektarów, 362 mieszkańców)
- Dzielnica gminy wiejskiej Rosenthal (479 hektarów, 1725 mieszkańców)
- Majątek ziemski Rosenthal (341 hektarów, 129 mieszkańców)[4]

Zachodnia część gminy wiejskiej Rosenthal, włącznie z Wilhelmsruh, została włączona do okręgu Reinickendorf. Od swojej najgęściej zasiedlonej dzielnicy – Pankow – cały okręg otrzymał jej nazwę. W ratuszu Pankow swoją siedzibę ma burmistrz okręgu i cała administracja. W roku 1930 został w okręgu otwarty odcinek metra Schönhauser Allee – Vinetastraße.

### Dzielnica miejska Pankow w latach 1938 – do końca 2000
Reforma administracyjna z 1 kwietnia 1938 roku wprowadziła wiele korekt w granicach okręgów, a także większe zmiany w ich funkcjonowaniu. Obszar na zachód od Berlińskiej Kolei Północnej (niem. Berliner Nordbahn) do ulicy Wollankstraße została przeniesiona z okręgu Pankow do Wedding. Okręg Reinickendorf oddał swoje tereny położone na południe od Kolei Północnej, składające się z Wilhelmsruh i później założonej południowej części osiedla Waldsteg, na rzecz okręgu Pankow. Ponadto nastąpiły drobne zmiany w granicy okręgu Prenzlauer Berg na odcinkach ulic Bornholmer Straße i Wisbyer Straße. Liczba mieszkańców okręgu wzrosła w stosunku do sytuacji przed zmianami o 1629 osób, a powierzchnia zwiększyła się o 81 hektarów. Dawna granica pomiędzy okręgami Pankow i Reinickendorf jest do dziś widoczna na przejściu Hauptstraße w Kopenhagener Straße na ścianie stacji elektroenergetycznej Wilhelmsruh, która jest pierwszym budynkiem na Kopenhagener Straße.
Pod koniec II wojny światowej w ramach operacji berlińskiej okręg Pankow został zajęty przez wojska Związku Radzieckiego dnia 22 kwietnia 1945 roku i na podstawie konferencji jałtańskiej został włączony do sektora radzieckiego w Berlinie Wschodnim. Od października 1949 roku Pankow był dzielnicą miejską Berlina Wschodniego, która de facto była częścią NRD niezależnie od spornego statusu miasta aż do 1990 roku.
Po wybudowaniu Muru Berlińskiego w sierpniu 1961 roku przebieg granicy dzielnicy wzdłuż Kolei Północnej był dobrze widoczny. Dworce S-Bahn Wilhelmsruth i Schönholz pomimo swoich nazw nawiązujących do dzielnicy Pankow i w konsekwencji do Berlina Wschodniego leżały w Berlinie Zachodnim i nie były dostępne od strony dzielnicy Pankow. Wejścia od strony wschodniej zostały zamknięte, a od strony zachodniej dworce funkcjonowały normalnie. W roku 1985 z większej części dzielnic Karow, Heinersdorf i Blankenburg, które tworzyły dawną dzielnicę miejską Weißensee, został powołany nowy okręg administracyjny – Hohenschönhausen.
Wraz ze zjednoczeniem Niemiec okręg Pankow stał się częścią kraju związkowego Berlin. 16 września 2000 roku linia metra U2 została przedłużona od Vinetastraße do dworca Berlin-Pankow.

### Okręg Pankow od 2001 roku
Pierwszego stycznia 2001 roku okręg Pankow został połączony z okręgami Weißensee i Prenzlauer Berg w ramach reformy administracyjnej. Nowy okręg otrzymał po długich negocjacjach ponownie nazwę Pankow.

### Siedziba rządu NRD

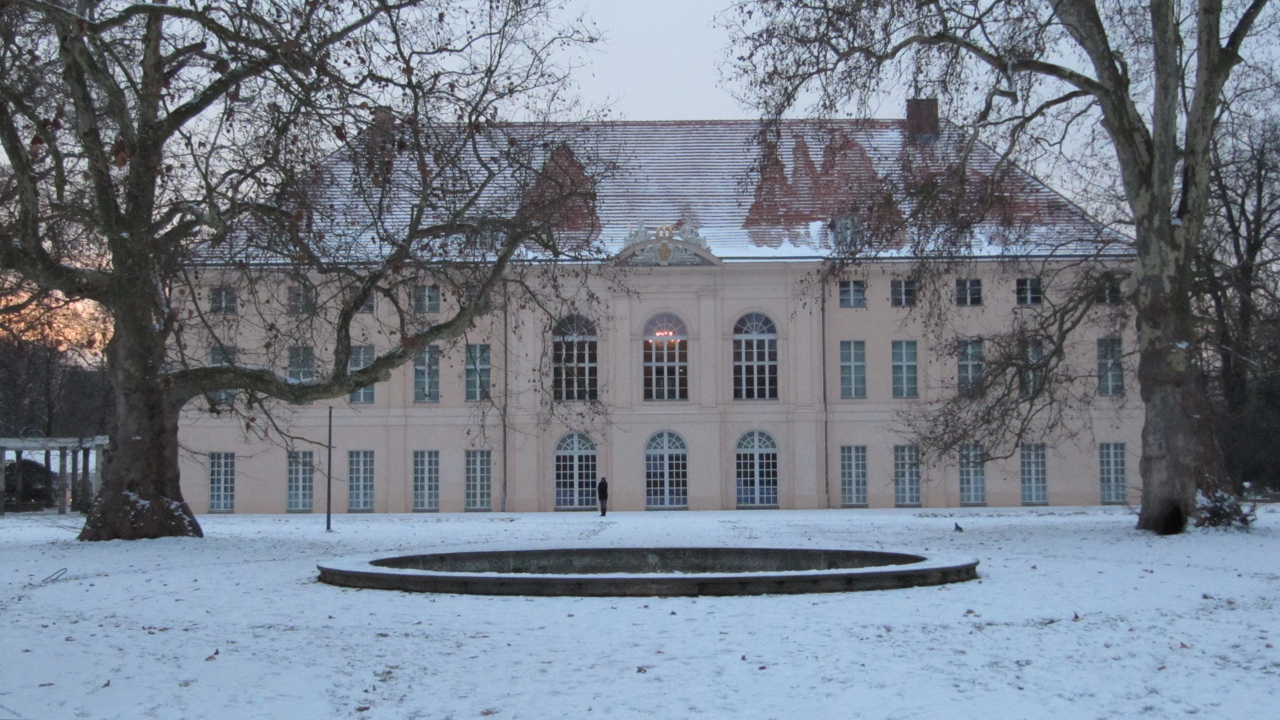
Schloss Schönhausen, Ortsteil Niederschönhausen

W RFN używano metonimicznie określenia Pankow dla zastąpienia wyrażenia Rząd NRD. Określenie wzięło się z tego, że od 1949 roku Pałac Schönhausen był siedzibą prezydenta NRD, Wilhelma Piecka. Do 1964 roku budynek był siedzibą urzędu głowy państwa, Przewodniczącego Rady Państwa NRD. Od 1964 roku aż do przemian politycznych w 1989, pałac służył jako dom gościnny dla wysoko postawionych gości Socjalistycznej Partii Jedności Niemiec. Razem z położoną niedaleko ulicą Majakowskiring tworzyła polityczne centrum NRD. Po zbliżeniu się obu niemieckich krajów do siebie po 1974 roku Pankow, jako słowo-przenośnia, przestało być powszechnie używane. Zostało jednak wykorzystane potem tylko raz w 1983 w piosence Udo Lindenberga Sonderzug nach Pankow.

## Ludność

Bevölkerungspyramide des Bezirks Pankow 2010

30 czerwca 2016 roku liczba osób zamieszkujących ten okręg wynosiła 394 814. Przy powierzchni dzielnicy mającej 103,07 kilometrów kwadratowych gęstość zaludnienia wyniosła 3831 osób na kilometr kwadratowy.
31 grudnia 2012 odsetek obcokrajowców wynosił 7,9%, przy czym różni się on w zależności od dzielnicy. Odsetek mieszkańców z tłem migracyjnym wynosił wtedy 13,7%. Stopa bezrobocia dnia 30 kwietnia 2013 roku kształtowała się na poziomie 10,0% i była najniższa spośród wszystkich okręgów administracyjnych Berlina. Tego dnia najwyższą wartość odnotowano w okręgu Neukölln – 17,1% – i była ona najwyższa w całym mieście. Średni wiek mieszkańca 31 grudnia 2012 roku wyniósł 40,8 lat. Udział kobiet w stosunku do mężczyzn na podstawie Rocznika Miejskiego 2011 kształtował się następująco: 50,7:49,3.
Dwie trzecie mieszkańców żyje w trzech południowych dzielnicach Prenzlauer Berg, Pankow i Weißensee, które są położone najbliżej berlińskiego śródmieścia ze wszystkich dzielnic okręgu. Prenzlauer Berg jest piątą dzielnicą pod względem gęstości zaludnienia w całym Berlinie, natomiast Blankenfelde i Stadtrandsiedlung Malchow są drugą najsłabiej zasiedloną dzielnicą. Te dwie dzielnice tworzą prawie jedną piątą powierzchni całego okręgu, zamieszkuje je jednak mniej niż jeden procent całej populacji okręgu.

## Podział administracyjny
W skład okręgu administracyjnego wchodzi 13 dzielnic (Ortsteil):
| Dzielnica                                    | Powierzchnia w kilometrach kwadratowych | Liczba mieszkańców | Liczba mieszkańców na kilometr kwadratowy | Położenie na mapie okręgu |
| -------------------------------------------- | --------------------------------------- | ------------------ | ----------------------------------------- | ------------------------- |
| 0301 Prenzlauer Berg                         | 11,00                                   | 160 127            | 14 557                                    |                           |
| 0302 Weißensee                               | 7,93                                    | 52 428             | 6611                                      |                           |
| 0303 Blankenburg                             | 6,03                                    | 6814               | 1130                                      |                           |
| 0304 Heinersdorf                             | 3,95                                    | 6797               | 1721                                      |                           |
| 0305 Karow - Stadtrandsiedlung Buch          | 6,65                                    | 19 226             | 2891                                      |                           |
| 0306 Stadtrandsiedlung Malchow               | 5,68                                    | 1135               | 200                                       |                           |
| 0307 Pankow                                  | 5,66                                    | 62 256             | 10 999                                    |                           |
| 0308 Blankenfelde - Arkenberge               | 13,40                                   | 2110               | 157                                       |                           |
| 0309 Buch                                    | 18,20                                   | 15 704             | 863                                       |                           |
| 0310 Französisch Buchholz                    | 12,00                                   | 20 701             | 1725                                      |                           |
| 0311 Niederschönhausen - Nordend - Schönholz | 6,49                                    | 30 662             | 4724                                      |                           |
| 0312 Rosenthal                               | 4,90                                    | 9327               | 1903                                      |                           |
| 0313 Wilhelmsruh                             | 1,37                                    | 7529               | 5496                                      |                           |

## Transport

### Transport drogowy
Sieć ulic w okręgu jest mocno ukształtowana poprzez trzy drogi krajowe odchodzące promieniście od centrum w kierunku północnym i północno-wschodnim. Są to:
- B2 (Greifswalder Straße/Berliner Allee)
- B96A (Schönhauser Allee/Berliner Straße)
- B109 (Prenzlauer Allee/Prenzlauer Promenade), która przy dworcu S-Bahn Pankow-Heinersdorf dołącza się do autostrady A114.

Duże znaczenie ma także droga obwodowa: Danziger Straße (wewnątrz kolei pierścieniowej) i Ostseestraße – Wisbyer Straße – Bornholmer Straße (na zewnątrz kolei pierścieniowej)

### Transport kolejowy

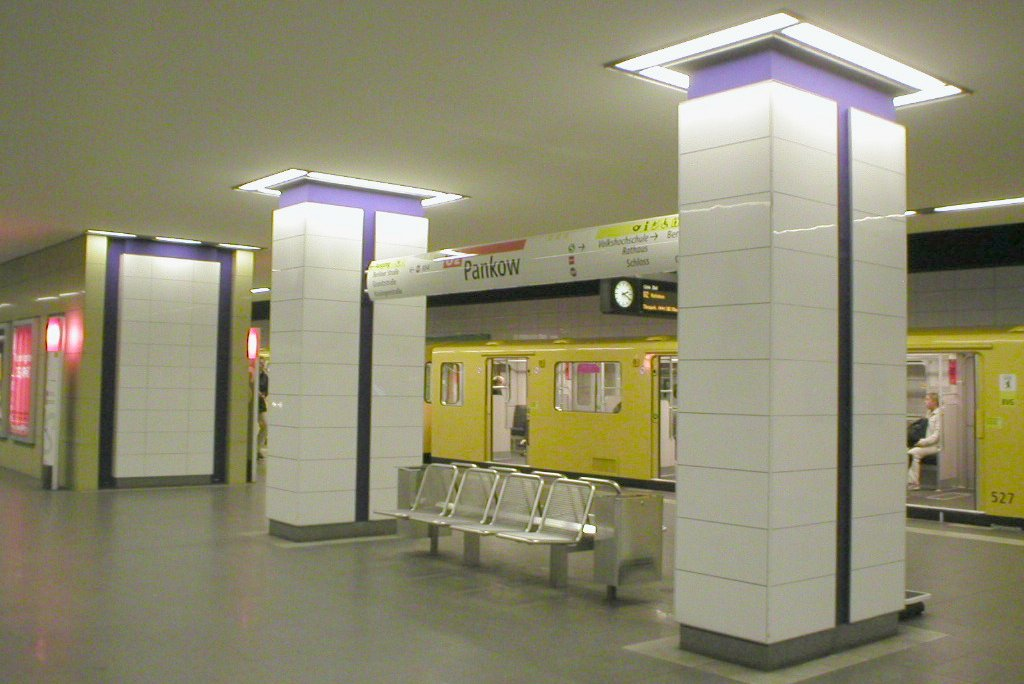
Metro w Pankow

W okręgu Pankow znajduje się prawie cała północna część kolei pierścieniowej (Berliner Ringbahn) z dworcami Strokower Straße, Landsberger Allee, Greifswalder Straße, Prenzlauer Allee i Schönhauser Allee. Na dworcu leżącym na granicy okręgu Pankow i dzielnicy Gesundbrunnen (okręg Mitte) rozdzielają się linie kolejowe w kierunkach Oranienburg/Henningsdorf (Berliner Nordbahn) i Bernau (Kolej Berlin – Szczecin). Na granicy z okręgiem Reinickendorf leżą dworce Wollankstraße, Schönholz i Wilhelmsruh, przy czym dwie ostatnie stacje należą do okręgu Reinickendorf. Na linii prowadzącej w kierunku Szczecina leżą stacje Pankow, Pankow-Heinersdorf, Blankenburg, Karow i Buch.
Na dworcu Berlin-Karow zaczyna się linia pociągu regionalnego RB27 (Heidekrautbahn) do Groß Schönebeck lub Wensickendorf obsługiwana pociągami prywatnego przedsiębiorstwa Niederbarnimer Eisenbahn.

### Metro
W okręgu Pankow znajduje się pięć stacji metra linii U2.

### Tramwaje
Sieć tramwajowa prowadzi w większości po głównych ulicach okręgu. Dodatkowo istnieje linia prowadząca od południowego zachodu na północny wschód. Linia prowadząca od Schönhauser Allee na północ rozgałęzia się w dzielnicy Pankow na trzy kierunki. Linia prowadząca po Berliner Allee przemierza okręg Pankow w kierunku wschodnim do okręgu Lichtenberg.
Odcinek na Berliner Allee został odnowiony na wiosnę 2005 i wyposażony w torowisko wydające mniej hałasu w stosunku do normalnych rozwiązań. Postawiono również nowe przystanki.

### Ścieżki rowerowe
Pankow jest połączony ze ścieżkami rowerowymi dalekiego zasięgu. Przez ten okręg przebiega trasa Berlin-Uznam, która zaczyna się na Wyspie Muzeów i biegnie wzdłuż Schönhauser Allee, skręca w Schwedter Straße i prowadzi przez Mauerpark i park przy pałacu w Pankow i dalej do Karow i Buch. Prowadząc wzdłuż granicy okręgów Pankow i Reinickendorf, a także dzielnicy Wedding w okręgu Mitte idzie razem z Berliner Mauerweg (ścieżka spacerowa i rowerowa prowadząca tak, jak kiedyś przebiegał Mur Berliński).

## Zabytki

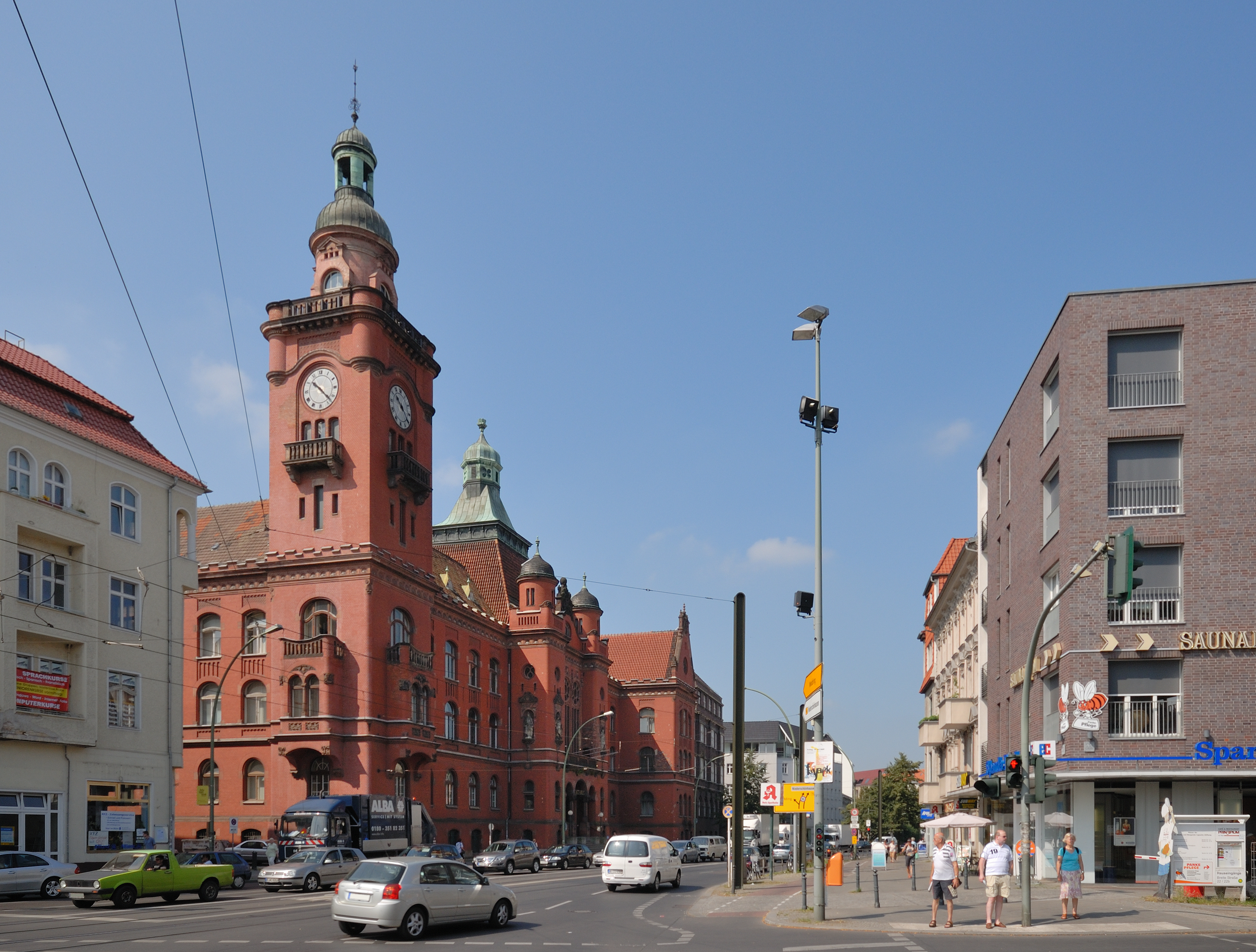
Ratusz Pankow

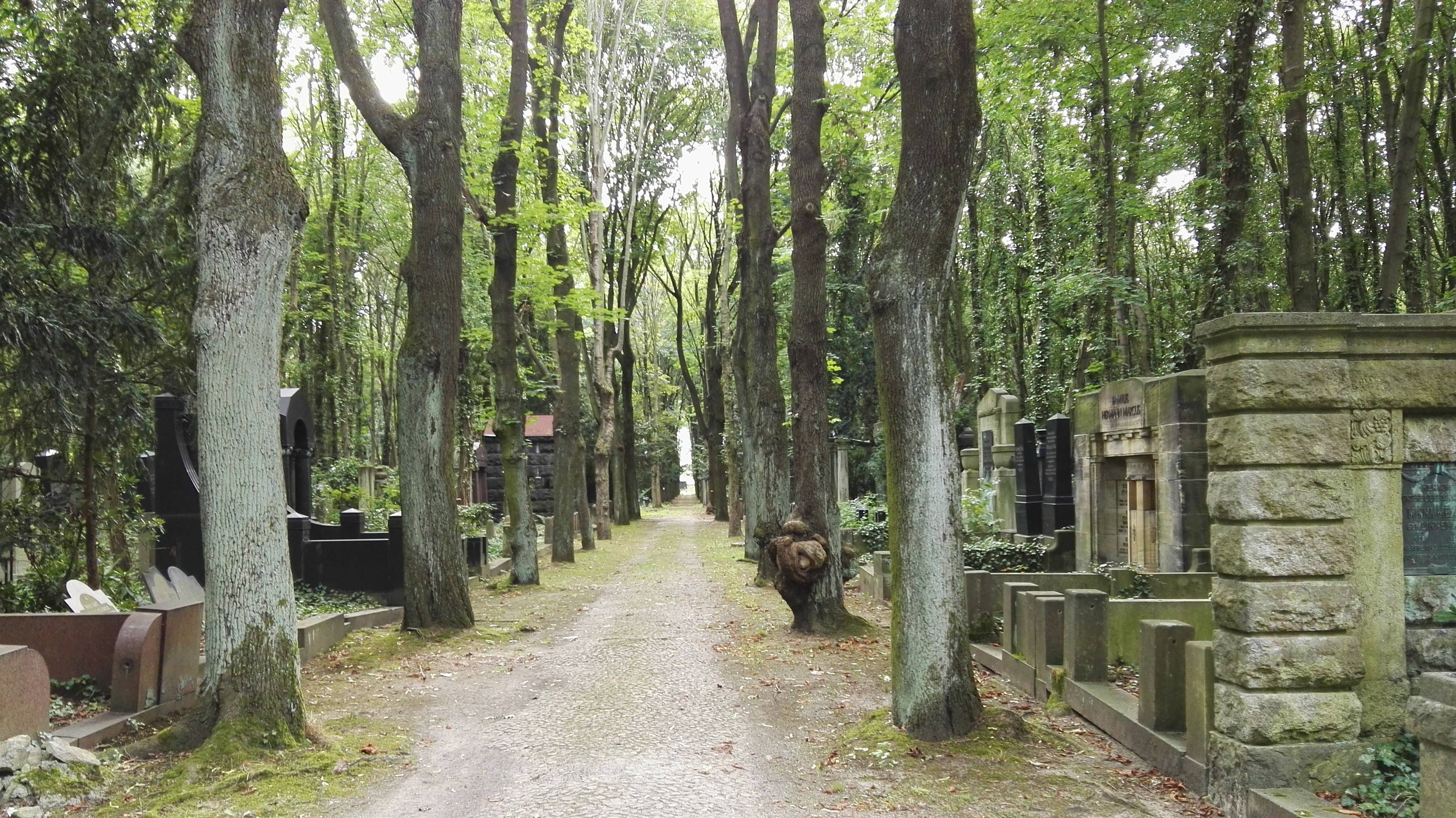
Kirkut w dzielnicy Weissensee

Najbardziej polecanymi do zobaczenia są budynki ratusza Pankow, który został wybudowany na początku XX w. i Pałac Schönhausen w Niederschönhausen. Pankow jest zielonym okręgiem, a wartymi odwiedzenia są parki Zamkowy (Schloßpark) i Volkspark Schönholzer Heide.
W Prenzlauer Berg w najstarszej jego części, tj. między Prenzlauer i Schönhauser Allee znajdują się deptaki z dużą liczbą kawiarni i pubów w bardzo urokliwej okolicy. Wartymi zobaczenia są także osiedla z lat 20. XIX w., które w przeciwieństwie do kamienic czynszowych bardzo dobrze dokumentują czas w którym zostały wybudowane. Szczególnie ciekawym jest Osiedle im. Carla Legiena zaprojektowane przez Bruno Taura i które razem z pięcioma innymi osiedlami Berlina jest wpisane na listę dziedzictwa kulturowego UNESCO.
W dzielnicy Weißensee znajduje się Park am Weißen See (pol. Park nad białym jeziorem), które to jezioro na kształt prawie idealnego okręgu i jest największym zbiornikiem wodnym w całym okręgu.
W dzielnicy Weißensee znajduje się także największy kirkut Europy.

## Współpraca
Miejscowości partnerskie:
- Kołobrzeg, Polska (od 1994)
- Aszkelon, Izrael (od 1994)
- Koekelberg, Belgia
- Jałta, Ukraina